# 多巴胺
多巴胺（dopamine，DA）是一种神经调控分子和单胺类神经递质，属于兒茶酚胺和苯乙胺衍生物，占了腦中儿茶酚胺的80%。人的脑和肾脏能通过除去前体L-多巴的羧基合成多巴胺，植物和大部分动物同样能合成多巴胺。多巴胺化学名为 2-(3,4-二羟基苯基)乙胺，其英语 dopamine 是 3,4-dihydroxyphenethylamine 的缩略形式。
腦内有幾条不同的多巴胺通路，其中一条在犒赏系统中发挥重要作用（使吸收對象快樂）。大多數犒赏增加多巴胺在腦中的濃度，许多成癮藥物也会增加多巴胺的分泌，或是阻止它的再摄取。其它多巴胺通路则用于运动系统和控制各種激素的分泌。
大众普遍认为多巴胺是产生愉悦的物质，但目前药理学研究认为多巴胺其实是记录诱因显著性的物质。换句话说，多巴胺表示对某个结果的欲望或厌恶，然后推动人去使它实现，或是避免它实现。
多巴胺在中枢神經系統以外充当局部旁分泌化學信使。在血管中，它抑制去甲腎上腺素的分泌，並使血管舒張（正常濃度下）；在腎臟中，它增加鈉排泄量和尿量；在胰臟中，它減少胰島素生產；在消化系統中，它減少胃腸蠕動和保護肠胃壁；在免疫系統中，它降低淋巴細胞的活性。除了血管以外，这些多巴胺都是局部合成，局部發揮作用的。
多巴胺系統的功能障礙與多种重要神經系統疾病有關，而其中一些疾病的治疗方式是改變多巴胺的作用。引起身體震顫和運動障礙的帕金森氏症是中腦黑質區中，分泌多巴胺的神經元不足所引起，而帕金森氏症最廣泛使用的治療药物L-多巴是多巴胺的代謝前體，会转化为多巴胺。有證據表明精神分裂症涉及多巴胺活性改變，因此大多數常用的抗精神病藥物都是多巴胺拮抗剂，具有降低多巴胺活動的效果。最有效的几种止吐剂同为多巴胺拮抗劑。不寧腿綜合徵與注意力不足過動症（ADHD）都與多巴胺活性降低有關。高劑量多巴胺会使人上癮，但較低劑量的多巴胺可用于治療ADHD。多巴胺本身是靜脈注射的藥物，可以治療严重的心臟衰竭或心源性休克，还能治新生嬰兒的低血压和败血性休克。

## 結構
多巴胺分子由氨基經由乙基鏈連接兒茶酚（有兩個羥基側基的苯環）组成。因此，多巴胺是最簡單的兒茶酚胺，而神經遞質去甲腎上腺素和腎上腺素也同样是兒茶酚胺。多巴胺中含有苯乙胺结构，因此也是苯乙胺衍生物，而许多精神藥物同样是苯乙胺衍生物。
多巴胺与大多數胺类似，是一種有機鹼，在酸性環境中可被質子化。質子化的多巴胺极易溶于水，比较穩定，但暴露於氧气或其它氧化劑下时仍会被氧化。在鹼性環境下，多巴胺没有被質子化，以游離鹼形式存在，较难溶于水，比较活泼。因為質子化的多巴胺更穩定、更易溶于水，所以用作藥物的多巴胺都是它和盐酸反应产生的盐酸盐，其外观为白色至黄色細粉。

## 生物化学

### 合成
只有少部分细胞（主要是神经元和肾上腺髓质的细胞）可以合成多巴胺，合成路径如下：
主要：L-苯丙氨酸 → L-酪氨酸 → L-多巴 → 多巴胺
次要：L-苯丙氨酸 → L-酪氨酸 → 酪胺 → 多巴胺
次要：L-苯丙氨酸 → 间酪氨酸 → 间酪胺  → 多巴胺
多巴胺的直接前体L-多巴可以由必需氨基酸苯丙氨酸或是非必需氨基酸酪氨酸合成。几乎所有蛋白质都含有苯丙氨酸和酪氨酸，因此很容易从食物中得到这些氨基酸。虽然食物中就有多巴胺，但因为多巴胺无法穿过血脑屏障，所以需要摄取它的前体，然后在脑中合成多巴胺。
在氧气（O2）和四氢生物蝶呤作为辅因子时，L-苯丙氨酸会被苯丙氨酸羟化酶转化成L-酪氨酸；而之后四氢生物蝶呤、O2、Fe2+作为辅因子，L-酪氨酸被酪氨酸羟化酶转化成L-多巴。L-多巴在芳香族L-氨基酸脱羧酶作用下，以磷酸吡哆醛为辅因子，转化为多巴胺。
多巴胺是神经递质去甲肾上腺素和肾上腺素的前体。多巴胺在O2和抗坏血酸作为辅因子时会被多巴胺β羟化酶转化成去甲肾上腺素，而去甲肾上腺素在S-腺苷甲硫氨酸作为辅因子时会被苯乙醇胺N-甲基转移酶转化成肾上腺素。

### 代谢
多巴胺会依序被单胺氧化酶（MAO）、儿茶酚-O-甲基转移酶（COMT）、醛脱氢酶（ALDH）代谢。虽然多巴胺有多种代谢路径，但最终产物主要都是没有生物活性的高香草酸（HVA），会顺着血液经肾脏滤出，然后随尿液排出体外。下图是多巴胺代谢成HVA的主要路径：
| 多巴胺 3-甲氧基酪胺 DOPAL 高香草醛 DOPAC 高香草酸 多巴胺的代谢 |

在精神分裂症的临床研究中会测量血浆中高香草酸水平来估计脑内多巴胺水平，但这个估计方法难以分辨由去甲肾上腺素代谢产生的高香草酸。
虽然多巴胺通常由氧化还原酶代谢，但它也可以直接和O2反应，生成醌和各种自由基。反应产生的醌和自由基都会使细胞中毒，且有证据显示这就是帕金森病细胞死亡的原因。

## 功能

### 突觸傳導
|          | 受体  | 基因  | 种类          | 机理                                  |
| -------- | ----- | ----- | ------------- | ------------------------------------- |
| 类D1受体 | D1    | DRD1  | Gs偶联        | 激活腺苷酸环化酶， 增加细胞内cAMP水平 |
| 类D1受体 | D5    | DRD5  | Gs偶联        | 激活腺苷酸环化酶， 增加细胞内cAMP水平 |
| 类D2受体 | D2    | DRD2  | Gi偶联        | 抑制腺苷酸环化酶， 降低细胞内cAMP水平 |
| 类D2受体 | D3    | DRD3  | Gi偶联        | 抑制腺苷酸环化酶， 降低细胞内cAMP水平 |
| 类D2受体 | D4    | DRD4  | Gi偶联        | 抑制腺苷酸环化酶， 降低细胞内cAMP水平 |
| TAAR     | TAAR1 | TAAR1 | Gs偶联 Gq偶联 | 增加细胞内cAMP和钙水平                |

多巴胺通过结合并激活细胞表面受体来发挥其作用。多巴胺在人体内会和各种多巴胺受体以及痕量胺相关受体1（hTAAR1）结合。哺乳动物有D1至D5这五种多巴胺受体，全是代谢型的G蛋白偶联受体，通过复杂的第二信使系统发挥作用。这五种多巴胺受体可分为类D1受体和类D2受体。激活类D1受体（D1、D5）会激活或抑制受体所在的神经元，而激活类D2受体（D2、D3、D4）则会抑制受体所在的神经元。在人的神经系统中，多巴胺受体D1最多，多巴胺受体D2次之，剩下的多巴胺受体都很少。

#### 储存、释放、再摄取
多巴胺在脑内充当神经递质和神经调节剂，受所有单胺类神经递质共有的机制控制。多巴胺在合成之后，会被溶质载体VMAT2从胞质溶胶运输到突触囊泡。多巴胺会储存在这些突触囊泡里，直到因胞吐作用或痕量胺相关受体TAAR1的活动而被释放到突触间隙。
多巴胺会和突触中的多巴胺受体结合并激活它们。多巴胺受体在被激活后，会产生动作电位，然后多巴胺就会离开多巴胺受体。这些多巴胺会通过多巴胺转运体或细胞膜单胺类转运体回到胞质溶胶，之后部分多巴胺会被单胺氧化酶代谢，剩下的则会被VMAT2运输到突触囊泡，等待下一次释放。

### 中枢神经系统
脑中的多巴胺在管控功能、运动控制、动机、唤醒、增强、犒赏系统、哺乳、性高潮、恶心中起到重要作用。多巴胺细胞群和多巴胺通路一同组成了神经调节的多巴胺系统。人脑中可以产生多巴胺的神经元很少，只有约400,000个，而且它们的细胞体只出现在脑的少数区域中。但是，它们的轴突可以一直延伸到脑的其它区域，而且可以对传导对象造成强大影响。這些神經元最早在1964年由安妮卡·达尔斯特罗姆和谢尔·富克塞標繪出來，並給予這些區域A開頭的名字。在他們的模型中，A1-A7區包含去甲腎上腺素，A8-A14区則包含多巴胺。包含多巴胺的区域包括黑质（A8、A9）、腹侧被盖区（A10）、下丘脑后叶（A11）、弓状核（A12）、未定区（A13）、腦室旁核（A14）。
黑质是中脑基底核的一部分。黑质中的多巴胺神经元主要出现在黑质致密部这部分（A8）和其周围（A9）。它们会通过黑质纹状体通路延伸到纹状体。这条通路在运动控制和学习新的动作技能中非常重要。若失去大部分此區域的多巴胺神經元，将導致帕金森氏症。
腹側被蓋區（VTA）是中脑的另一部分。它的多巴胺神经元大多通过中脑皮层通路延伸到前額葉皮質，另外一小部分则通过中脑边缘通路延伸到伏隔核，这两条通路主要和犒赏、動機的功能相關。此外，VTA也有一些多巴胺神经元会将轴突延伸到杏仁核、扣带皮层、海马体、嗅球。越来越多文献表明，多巴胺通过影响脑的多个区域，在厌恶学习中发挥着至关重要的作用。
下丘脑后叶的多巴胺神经元会一直延伸到脊髓，但其功能尚未明确。有证据显示这个部分的问题和不宁腿综合症（因为强烈想要让腿部移动而难以入睡的综合征）有关。
弓形核和腦室旁核都位于下丘脑。它们的多巴胺神经元通过结节漏斗通路延伸到脑下垂体前叶，抑制催乳素的分泌。产生催乳素的乳促细胞在没有多巴胺的情况下会不断产生催乳素，而多巴胺则会抑制催乳素的产生。
位于底丘脑未定区多巴胺神經元延伸到下丘脑许多部分，參與促性腺激素釋放激素的控制。青春期后生殖系统的发育需要促性腺激素釋放激素的参与。
眼睛视网膜中有一些可以产生多巴胺的神经元。它们是无长突细胞，没有轴突。它们只在白天活跃，会在细胞外液分泌多巴胺。这些多巴胺可以抑制视杆细胞，同时增强视锥细胞的活动，使人在亮光下对颜色更敏感，但在光线昏暗时相反。

#### 基底核
脑内最大、最重要的多巴胺来源是黑质和腹侧被盖区，它们都位于中脑，彼此密切相关且在许多方面功能相似。它们都会向基底核最大的部分——纹状体分泌多巴胺。
目前了解基底核功能的进展缓慢，最常见的假说认为基底核在行为选择扮演主要角色。此假说认为当一个人或动物有多种行为可以选择执行时，基底核的活动就会决定去执行哪种行为。换句话说，基底核是生物的决策系统。
多巴胺会以两种方式参与行为选择的过程。首先，它决定了执行行为的阈值。多巴胺活性越高，去做特定行为所需的动力就越低。因此，多巴胺水平高会导致运动和冲动变多，而多巴胺水平低则会导致蛰伏及反应减慢。会导致行动僵硬迟缓的帕金森病就是因黑质中多巴胺大量减少而起。相反，可卡因和苯丙胺等可以增加多巴胺分泌的药物会导致多巴胺活动提高，甚至导致精神躁動和刻板症。
此外，多巴胺还有“教学”的作用。在选择行为后，如果多巴胺活性提升，那么基底核神经回路就会改变，使得下次出现类似情况时更容易做出相同的选择。这是操作性条件反射的例子。

#### 犒赏

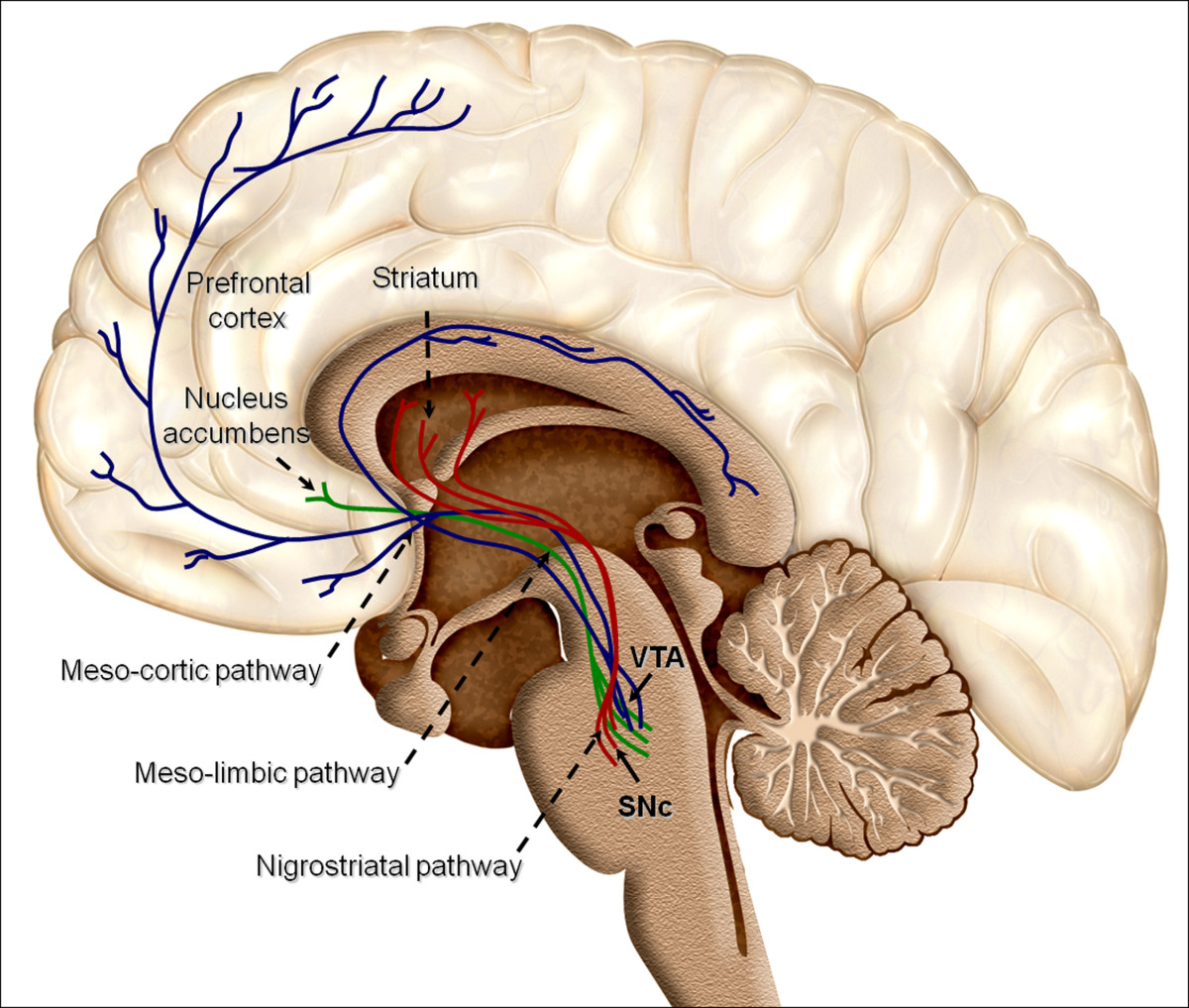
多巴胺犒赏系统的结构

犒赏是极具诱惑的刺激，能够引导出满足欲望的行为。愉悦、学习（经典条件反射和操作性条件反射）、趋向行为都是犒赏的产物。愉悦是犒赏的产物，因此可通过刺激能不能带来愉悦，以确定这种刺激是不是犒赏。不过，虽然所有带来愉悦的刺激都是犒赏，但有些犒赏（如钱财等外在犒赏）不会直接带来愉悦。犒赏的动机或欲望通过它们引起的接近行为反映出来，而内在犒赏的愉悦则是得到犒赏后的结果。诱因理论中区分了内在犒赏的两个成分，即反映在趋向行为的欲望，以及反映在完成行为的愉悦。吸毒者的这两个成分会分离，他们对毒品的欲望越来越强，但感受到的愉悦会因为药物耐受性而越来越少。
多巴胺是全脑的犒赏信号，脑对犒赏的多巴胺反应就含有显著性、价值、犒赏本身的信息。此外，多巴胺还充当“犒赏预测误差”信号，即犒赏的意外程度。有假说认为当实际犒赏大于预测犒赏，或是得到意外的犒赏时，突触的多巴胺会短暂上升；当实际犒赏小于预测犒赏时，多巴胺的分泌水平会下降到初始值。
动物大脑的微电极记录显示在有犒赏时，VTA和黑质的多巴胺神经元会变得很活跃。它们与犒赏相关的认知至关重要，是犒赏系统的核心结构。多巴胺在这里的作用与轴突的延伸方向有关。从VTA延伸到伏隔核的壳的轴突会为各种犒赏设置其诱因显着性；从VTA延伸到前额叶皮质的轴突根据各种犒赏的诱因显着性，不断更新不同目标的价值；从VTA延伸到杏仁核或海马体的轴突巩固与犒赏相关的记忆的巩固；从VTA延伸到伏隔核的核以及从黑质延伸到纹状体的轴突则用于学习有助于获得犒赏的运动。

#### 愉悦
虽然多巴胺在引起反映在趋向行为的欲望的方面很重要，但是更深入的研究发现多巴胺不能简单与反映在完成行为的愉悦画上等号，因为介导愉悦的快感中心不仅存在于多巴胺系统中（如伏隔核的壳），也存在于多巴胺系统外（如腹侧苍白球和臂旁核）。通过直接电击脑的多巴胺通路，许多动物都会感受到愉悦，且愿意为了得到愉悦感做事。降低多巴胺水平的抗精神病药物会造成失乐，即对原本能够带来愉悦的活动失去兴趣的现象。诸如性交、饮食、玩电子游戏等带来愉悦的活动都能增加多巴胺的分泌。所有会上瘾的药物都会直接或间接影响伏隔核的多巴胺神经传递，导致对这些药物的欲望增加。冰毒和可卡因等兴奋剂会增加突触间隙的多巴胺水平，导致对它们的欲望增加，但感受到的愉悦并没有显著改变。海洛因和吗啡等类阿片则不同，除了增加欲望，也会增加感受到的愉悦。
2019年1月的临床研究评估了多巴胺前体L-多巴，多巴胺拮抗剂维思通，以及安慰剂对音乐上的抖颤诱发的愉悦程度的影响，发现操纵多巴胺的神经传递可以调节愉悦的认知。该研究证明多巴胺神经传递的增加是音乐造成愉悦的必要条件。1998年的另一研究则发现玩电子游戏时，纹状体会分泌多巴胺，而这些多巴胺与学习、行为增强、整合感觉-动作关系有关。据该研究，玩电子游戏的潜在问题与人格特征有关，如低自尊、低自我效能、焦虑、攻击性，以及有抑郁症和焦虑症的临床症状。

### 中枢神经系统以外
因为多巴胺无法通过血脑屏障，所以脑外多巴胺的合成和功能基本独立于脑内多巴胺的合成和功能。血液中含有相当量的多巴胺，但其作用尚未完全清楚。人的血浆中的多巴胺水平与肾上腺素水平相近，但其中超过95%都以硫酸多巴胺的形式存在，是肠系膜的SULT1A3酶作用于多巴胺产生的。血浆中的多巴胺水平在饭后可达饭前的五十倍以上，因此人体为了消除这些过量的多巴胺，就会把游离的多巴胺转化成硫酸多巴胺。硫酸多巴胺没有生物作用，会随尿液排出体外。
血液中剩下一小部分的游离多巴胺可能是交感神经、消化系统或其它器官合成的。它们可能会和周围组织的多巴胺受体结合、被代谢掉，或是被多巴胺β羟化酶转化成去甲肾上腺素，然后通过肾上腺髓质分泌到循环系统。多巴胺会和位于动脉壁的多巴胺受体结合，充当血管舒張劑。颈动脉体会在低氧条件下分泌多巴胺来激活这些受体，但目前不知道这些多巴胺受体有没有其它功能。
此外，多巴胺还能通过外分泌或旁分泌影响免疫系统、肾脏、胰脏。

#### 免疫系统
免疫细胞可以製造和分泌多巴胺。多巴胺可以影响脾脏、骨髓、循环系统的免疫细胞，也可以和淋巴球上的受体结合，抑制淋巴球的活性。这个功能的用途不明，可能是神经系统和免疫系统之间相互作用的途径，也可能与某些自身免疫性疾病相关。

#### 肾脏
肾脏的多巴胺系统位于肾单位的细胞，其中含有所有种类的多巴胺受体。肾小管的细胞可以合成多巴胺，之后分泌到肾小管液。多巴胺在此能增加腎的血液供应、提高腎功能，並增加鈉離子的排泄。當腎脏的多巴胺功能缺失時，會導致鈉離子的排泄減少，造成高血壓。有证据表明肾脏多巴胺系统出问题会导致氧化应激、水肿、高血压等疾病。基因问题或高血压有可能使肾脏多巴胺系统产生缺陷。

#### 胰脏
多巴胺在胰脏的功能比较复杂。胰脏可分为两部分，即外分泌腺部分和内分泌腺部分。外分泌腺会合成消化酶和包括多巴胺在内的其它物质，然后分泌到小肠。这些被分泌到小肠的多巴胺功能不是很明确，可能包括保护肠胃壁以及减少胃肠蠕动。
胰脏的内分泌腺部分就是胰岛。它会合成胰岛素，然后分泌到循环系统。有證據顯示製造胰島素的胰島β細胞有多巴胺受体，它们受到多巴胺作用时降低胰島素的釋放。這些和胰島β細胞受体结合的多巴胺的來源還沒有釐清的很清楚，可能源自交感神经系统，然后顺着血流来到胰岛，也有可能是其它胰脏细胞合成的。

## 医疗用途

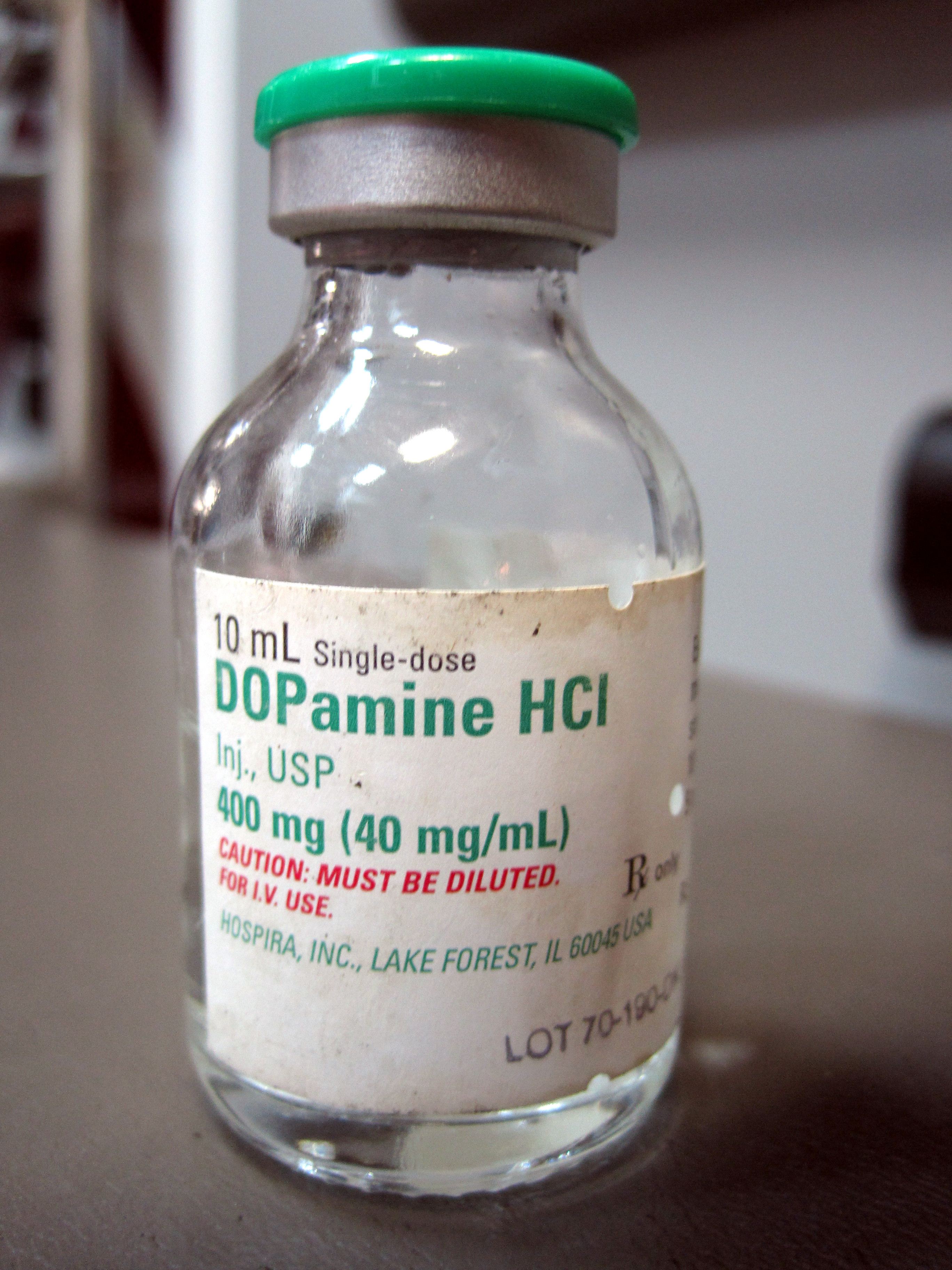
一剂用于静脉注射的多巴胺盐酸盐

多巴胺是列于世界卫生组织基本药物标准清单的药物。它通过静脉注射给药，最常用于治疗严重低血压、心跳过缓、心搏停止，如心肌梗死、心力衰竭所引起的心源性休克，可增加心排血量、提高心率、增强心肌收缩力，對新生兒的治疗更为重要。由于多巴胺在血浆中的生物半衰期很短（成年人一分钟、新生婴儿两分钟、早产儿五分钟），所以注射多巴胺需要滴注。
多巴胺对心血管的影响源自它对α1、β1、β2肾上腺素受体的作用，可以增加钠排泄量和尿量。此外，多巴胺效应依剂量而定，低剂量会提高每搏输出量和心率，进而提高心输出量和血压。更高的剂量还能造成血管收缩，进一步提高血压。较旧的文献称极低剂量的多巴胺可在没有副作用的情况下增强肾功能，但最近的研究得出的结论认为这种剂量无效，甚至可能有害。
多巴胺的副作用包括影响肾功能和心律失常。多巴胺的半数致死量为59mg/kg（小鼠，静脉注射）、95mg/kg（小鼠，腹腔注射）、163mg/kg（大鼠，腹腔注射）、79mg/kg（狗，静脉注射）。

## 疾病与药理学
多巴胺系统和许多疾病有关，包括帕金森病、注意力不足多动症、妥瑞症、精神分裂症、双相情感障碍、成瘾。除了多巴胺以外，很多药物也可以和人体各处的多巴胺系统产生作用，其中一些被用作药品或毒品。神经化学家已开发了许多试验药物，其中一些和多巴胺受体的親和力高，是它们的激动剂或拮抗剂。多巴胺转运体抑制剂、VMAT抑制剂、酶抑制剂等药物也都可以影响多巴胺系统。

### 大脑老化
许多研究发现年龄与大脑纹状体和纹外皮层多巴胺合成量、多巴胺受体数量的减少有关。多巴胺受体D1、D2、D3的减少已有充分记录。多巴胺随年龄的减少可能与许多和年龄正相关的神经系统疾病有关，如肢体僵硬。

### 多发性硬化症
有研究报告称多巴胺失衡导致了多发性硬化症的疲劳症状。多发性硬化症病人体内的多巴胺抑制了IL-17和IFN-γ的合成。

### 帕金森病
帕金森病是一种与年龄相关的疾病，其症状是身体僵硬、行动迟缓、四肢颤抖，到了晚期还会发展出痴呆症，最终死亡。这些症状导因于黑质里分泌多巴胺的细胞死亡。这些细胞很脆弱，脑炎、多次脑震荡、MPTP中毒都可以使它们大量死亡，导致症状与帕金森病相似的帕金森综合征。不过，大部分帕金森病案例都是病因不明症，无法得知细胞死亡的原因。
因为L-多巴在人体内会被转化成多巴胺，所以帕金森综合征最常用L-多巴治疗。不直接使用多巴胺是因为它不能通过血脑屏障，但L-多巴可以。它通常会和卡比多巴或苄丝肼等脱羧酶抑制剂合并使用，减少在脑外就被转化成多巴胺的量，增加进入脑内的L-多巴含量。虽然长期使用L-多巴会导致异动症等副作用，但它仍是长期治疗大多数帕金森病病例的最佳选择。
L-多巴无法补回已经死去的多巴胺细胞，但它可以使其它多巴胺细胞分泌更多多巴胺来弥补。不过到了晚期，已经死亡的多巴胺细胞已经多到其它多巴胺细胞都无法弥补足够的多巴胺。
用于治疗帕金森病的此方法有时与多巴胺失调症候群的发展有关。

### 药物成瘾
可卡因、苯丙胺衍生物（如甲基苯丙胺）、阿得拉尔、哌甲酯以及各种兴奋剂都会通过多种机制来增加脑中的多巴胺水平，发挥作用。可卡因和哌甲酯都是多巴胺再摄取抑制剂，会非竞争性抑制多巴胺的再摄取，造成突触间隙的多巴胺水平增加。:54–58苯丙胺衍生物同样可以增加突触间隙的多巴胺水平，但机理不同。:147–150
兴奋剂会使人心率、体温、出汗增加，警觉性、注意力、耐力提高，且犒赏带来的快乐增加，但大剂量的兴奋剂会导致烦躁、焦虑，甚至与现实失去联系。兴奋剂因会直接激活脑内的犒赏系统而极易成瘾，但小剂量兴奋剂可以治疗注意力不足多动症（ADHD）和发作性嗜睡病。

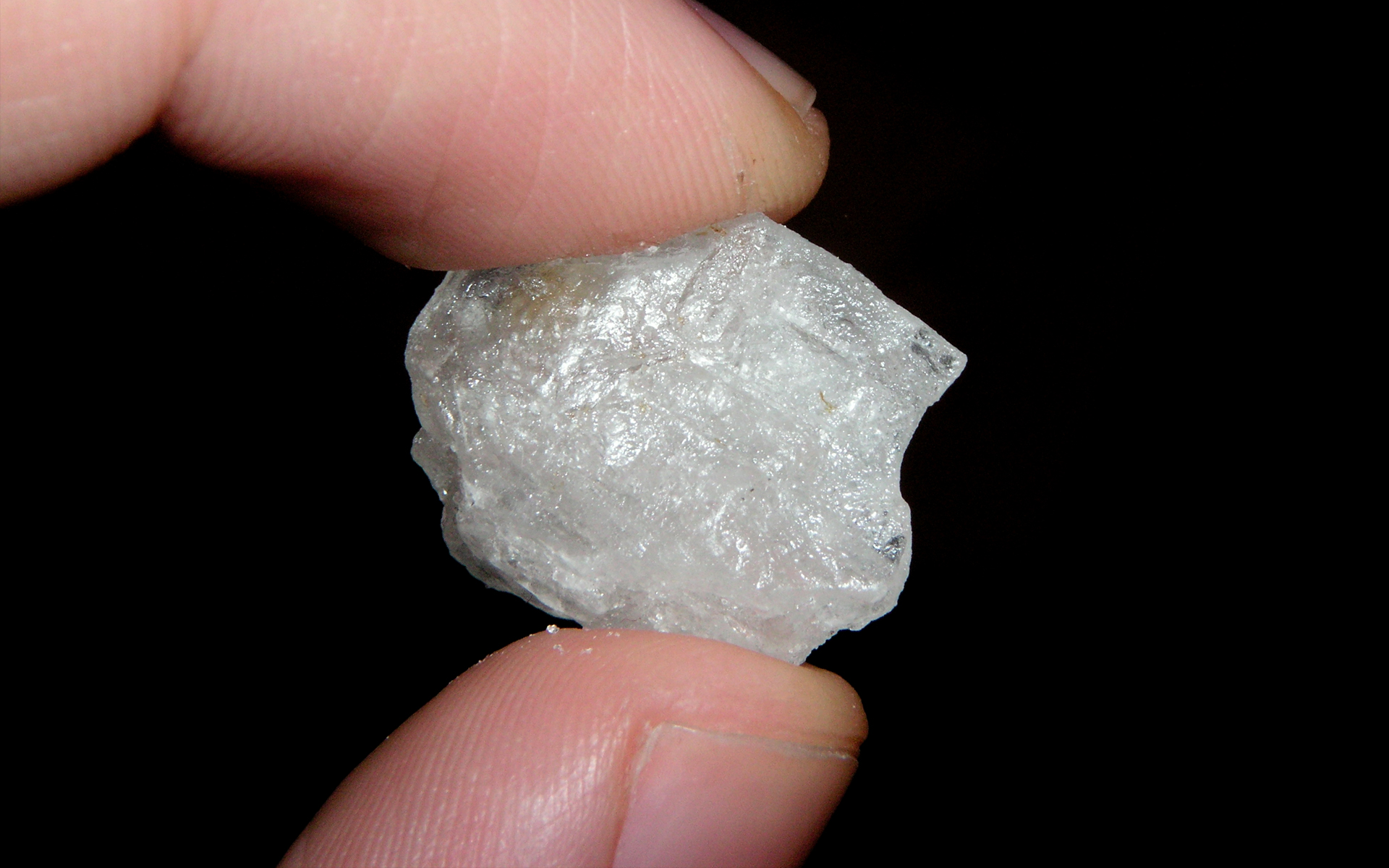
甲基苯丙胺（又称冰毒）的盐酸盐结晶

许多成瘾药物会增加与犒赏系统相关的多巴胺活性。尼古丁、可卡因、冰毒等兴奋剂都会提升多巴胺的水平，而这似乎是导致这些药物成瘾的主要因素。不过对类阿片海洛因来说，犒赏系统中多巴胺水平的提升并非成瘾的主要因素。当已经对兴奋剂上瘾的人试图戒掉它们时，他们并不会有像戒酒或戒类阿片的身体上的痛苦，而是会强烈渴望它们，产生烦躁、不安及其它由精神依赖引起的症状。
多巴胺系统在成瘾机制中发挥着至关重要的作用。首先，脑内多巴胺受体的基因差别就足以预测一个人以后认为兴奋剂有吸引力，还是令人厌恶。此外，在使用兴奋剂后，脑内多巴胺水平就会在接下来几分钟到几小时提高。最后，长期大剂量兴奋剂会导致多巴胺慢性升高，引发脑一系列严重的结构变化，导致成瘾。治疗这种药物成瘾非常困难，因为就算停止使用它们，精神依赖带来的渴望也不会停止；就算渴望看上去停止了，在面对与药物相关的刺激（如朋友、地点、情况）时仍可能重新出现。

### 思覺失調和抗精神病药物
1950年代初，精神科医生发现了一系列被称作典型抗精神病药物（又称主要镇静剂）的药物可以有效减轻精神分裂症患者的思觉失调症状，第一个被广泛使用的抗精神病药物氯丙嗪就让许多精神分裂症患者出院。1970年代，研究者了解到这些典型抗精神病药物都是D2受体的拮抗剂。此发现导致精神分裂症的多巴胺假说的出现，它认为精神分裂症因多巴胺功能亢进造成。由于冰毒等可以增强多巴胺功能的兴奋剂会加剧思觉失调，而且正常人大量使用这些兴奋剂也会产生类似的症状，这个假说得到了更多支持。
然而，之后的研究对经典的多巴胺假说提出了质疑，因为精神分裂症患者脑内的多巴胺活性通常不会有明显增加。虽然如此，但是许多精神科医生和神经科学家仍然认为精神分裂症涉及到多巴胺系统的某种异常。随着时间的推移，多巴胺假说演变，它所假设的各种功能障碍也往往变得越来越微妙、复杂。
精神药理学家斯蒂芬·史达在2018年的一篇综述中指出在许多精神分裂症病例中，基于多巴胺、血清素、谷氨酸的三个相互关联的网络的问题导致了纹状体中的多巴胺受体D2过度兴奋。

### 注意力不足多动症
多巴胺神经传递的改变与注意力不足多动症（ADHD）有关。多巴胺和ADHD的关系涉及到治疗ADHD用的药，因为最有效的ADHD治疗药物哌甲酯和苯丙胺都可以提升脑中多巴胺和去甲肾上腺素的水平。这些药物治疗ADHD的机理是间接激动前额叶皮质的多巴胺受体和去甲肾上腺素受体，具体来说分别是多巴胺受体D1和肾上腺素受体α2。

### 疼痛
多巴胺会在中枢神经系统处理疼痛时发挥作用。帕金森病经常出现的疼痛症状和多巴胺水平降低有关，而灼口综合症、纤维肌痛、不宁腿综合症等痛苦的疾病也都与多巴胺系统异常有关。

### 恶心
恶心号呕吐主要取决于脑干延髓脑极后区的活动，而这个区域也含有大量多巴胺受体D2。因此，激活多巴胺受体D2的药物（如帕金森病药物及阿扑吗啡等多巴胺受体激动剂）很可能会导致呕吐。反过来说，甲氧氯普胺等多巴胺受体D2拮抗剂则可用作止吐剂。

## 其它生物中的多巴胺

### 微生物
至今仍没有古细菌中有多巴胺的报告，不过在某些细菌以及一种叫四膜虫的原生动物中已检测到多巴胺存在。细菌和动物合成多巴胺所用的酶同源，因此有说法称动物的多巴胺合成路径来自细菌的基因水平转移，而这有可能是细菌和真核生物共生，产生线粒体的结果。

### 动物
大部分多细胞生物都把多巴胺当作神经递质。目前只有一份关于海绵中多巴胺的报告，而且没有说明其功能。不过，其它径向对称物种（如水母、水螅、珊瑚等刺胞动物）中的神经系统中都有多巴胺的存在。多巴胺作为神经递质的功能可追溯到5亿年前的寒武纪。多巴胺在脊椎动物、棘皮动物、节肢动物、软体动物、某些蠕虫里都是神经递质。
多巴胺会影响所有动物的运动。它会使扁形动物螺旋运动，还能使水蛭用爬行代替游泳。多巴胺可以激活多种脊椎动物行为的转换和选择。此外，多巴胺也会影响所有动物的犒赏系统。所有脊椎动物以及线虫动物、扁形动物、软体动物、黑腹果蝇等无脊椎动物如果在做一个动作后多巴胺水平持续增加，那么都可以重复那个动作。多巴胺还能调节猴子和黑腹果蝇的短期和长期记忆。
节肢动物中的多巴胺长期以来都被认为是例外，因为它负责的是厌恶而不是犒赏，而犒赏则是章胺调节的。不过，最近的研究发现多巴胺确实在黑腹果蝇的犒赏学习中发挥作用，而章胺的功能也是因为激活了当时未发现的多巴胺神经元。

### 植物

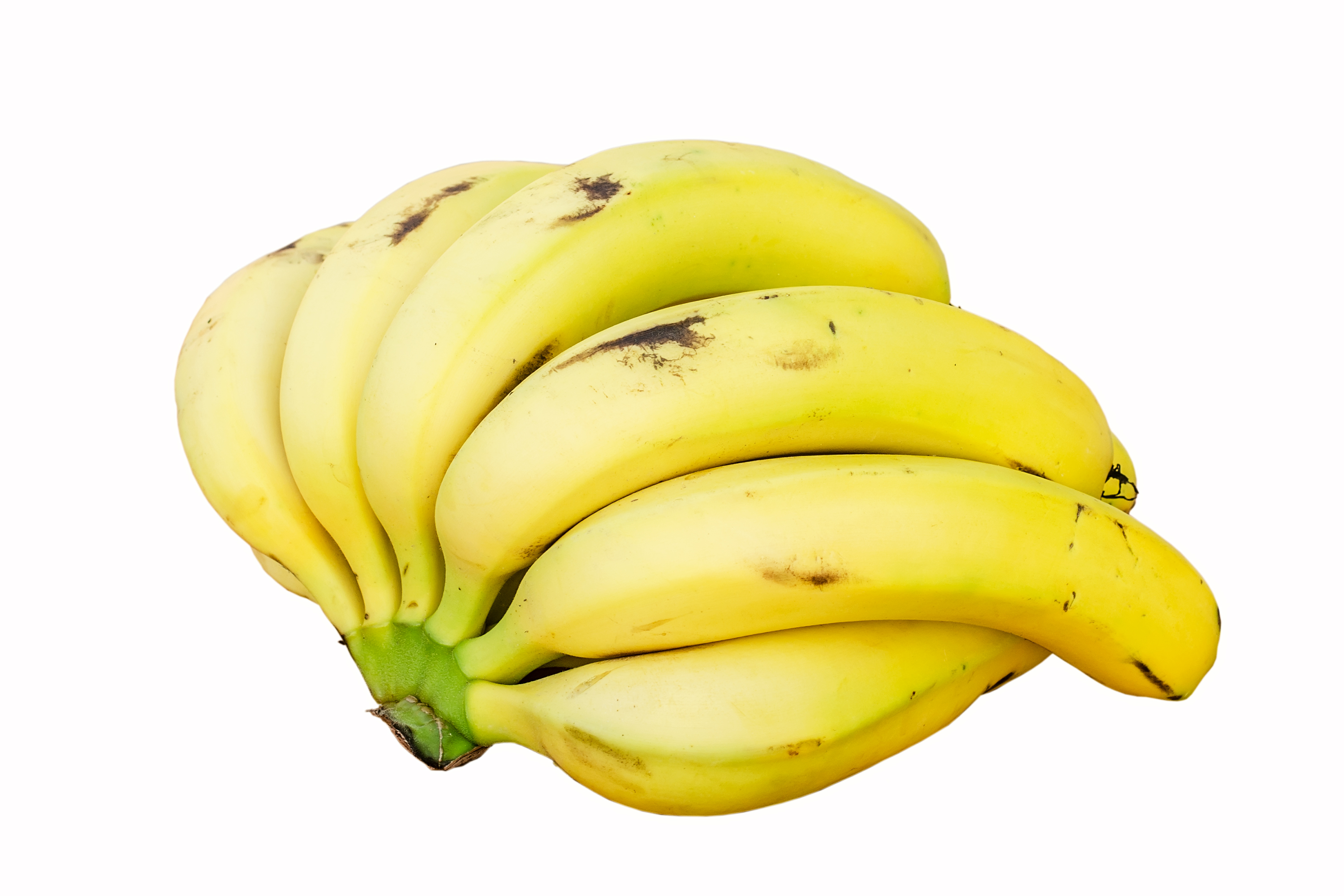
香蕉和其果皮都含有多巴胺

许多植物都能合成多巴胺。香蕉的多巴胺含量最高，1公斤小果野蕉果肉里含有42毫克的多巴胺，而1公斤红皮蕉果肉则含有55毫克的多巴胺。鳄梨、马铃薯、西兰花、可可豆、甘蓝的多巴胺含量则较少，1公斤含有约1至7毫克的多巴胺。橙、番茄、茄子、菠菜、菜豆、豌豆的多巴胺含量更低，1公斤含有的多巴胺不到1毫克。这些多巴胺都是从酪氨酸开始合成的，合成路径和动物一样。它们可被代谢成黑色素和各种生物碱。植物中多巴胺的功能尚不明确，但有证据表明它们会对细菌感染等应激源做出反应，有时充当生长因子，以及改变糖的代谢路径。介导这些作用的受体，以及这些受体的激活机制都尚未确定。
不过，因为多巴胺无法穿过血脑屏障，所以从这些植物中摄取的多巴胺都无法被大脑所用。但是，许多植物也含有多巴胺的代谢前体L-多巴。黎豆属植物的L-多巴含量最高，其中的一个种——刺毛黧豆的L-多巴含量更高。蚕豆的L-多巴含量也很高，但豆里的L-多巴含量要比植物的其它部分少。腊肠树属和羊蹄甲属的种子也含有相当量的L-多巴。
一种叫Ulvaria obscura的绿藻的多巴胺含量极高，预估占了的净重的4.4%。有证据表明这些多巴胺是它们抵御被蜗牛和等足目吃的手段。

### 黑色素的前体
黑色素是存在于许多生物中的一系列深色物质。它们的化学性质与多巴胺相似，且多巴胺经酪氨酸酶氧化后就会产生多巴胺黑色素。多巴胺黑色素不导致皮肤变黑，但有证据表明黑质的黑色源自多巴胺黑色素。除了人以外，其它生物中也含有多巴胺黑色素。植物中的多巴胺很可能是多巴胺黑色素的前体。蝴蝶翅膀上复杂的图案，以及幼虫身上的黑白条纹也都因多巴胺黑色素所致。

## 歷史與發展
多巴胺最早于1910年由喬治·巴格和詹姆斯·尤恩在英國倫敦惠康實驗室合成，之后於1957年由凱瑟琳·蒙塔古首次在人腦中鑑定出来。因為它是L-多巴合成出来的單胺，所以被命名為多巴胺。1958年，阿尔维德·卡尔森和尼尔斯-奥克·希拉普在瑞典國家心臟研究所化學藥理學實驗室中最先发现多巴胺作為神經遞質的功能。卡尔森发现多巴胺不僅是去甲腎上腺素和腎上腺素的前體，自身也是一种神經遞質，因此被授予2000年諾貝爾生理學或醫學獎。

### 聚多巴胺
于2007年对无孔贻贝生物粘合剂的研究促使了聚多巴胺的发现。大多数材料如果放入弱碱性多巴胺溶液里，就会被一层多巴胺聚合而成的聚多巴胺覆盖。聚多巴胺因多巴胺的氧化产生，通常由多巴胺盐酸盐在作为碱的三羟甲基氨基甲烷水溶液里聚合而成，结构不明。聚多巴胺的性质使它有多种潜在应用，例如防止遇光损坏、输送药物的胶囊材料，甚至可作为生物传感器的基质。

## 外部連結
- U.S. National Library of Medicine: Drug Information Portal - Dopamine （页面存档备份，存于）
- Dopamine: analyte monograph - The Association for Clinical Biochemistry and Laboratory Medicine
- Biochemistry of Parkinson's Disease （页面存档备份，存于）（英文）